# Гундоров, Иван Васильевич
Князь Иван Васильевич Гундоров — голова и воевода во времена правления Ивана IV Васильевича Грозного и Фёдора Ивановича.
Из княжеского рода Гундоровы. Старший сын князя Василия Ивановича Гундорова по прозванию "Немая Тетёрка". Имел младших братьев, князей: Фёдора и Давыда Васильевичей.

## Биография
В 1550 году записан в Дворовой тетради "из Вязьмы". В 1564/65 и 1567/68 годах писец Устюжского уезда. В 1564 году голова у кадомских и городецких служилых людей в походе на Великое княжество литовское. В 1565 году по соединению войск стоявших у Смоленска и Полоцка, велено ему быть вторым воеводой войск левой руки в литовском походе. В этом же году попал в опалу и выслан в Свияжск. В 1567 году голова кадомских служилых людей в Великих Луках. В 1575-1576 годах осадный воевода в Михайлове. В 1568 году, по царскому указу, приказчик отделил бывшему казанскому жильцу князю Ивану Васильевичу Гундорову ряд деревень в 100 четвертей земли, которые через несколько лет он передаст в Спасо-Ефимьев монастырь. Был жив ещё в 1595 году, когда упомянут помещиком в Козловском стане Вяземского уезда.
По родословной росписи показан бездетным, но в документах Поместного приказа упоминается вторая жена — Ирина и сын, князь Андрей Иванович Гундоров.

## Критика
В родословной книге М.Г. Спиридова и поколенной росписи поданной в 1682 году Палату родословных дел, у отца, князя Василия Ивановича "Немого Тетёрки", показаны три сына по старшинству: Иван, Фёдор и Давыд Васильевичи. А.Б. Лобанов-Ростовский в "Русской родословной книге" и П.Н. Петров в "Истории родов русского дворянства" показывают, ещё одного сына, князя Петра Васильевича, ставя его старшим сыном.
У А.Б. Лобанова-Ростовского, сын князь № 23 Андрей Иванович Гундоров, показан сыном князя № 12 Ивана Андреевича Гундорова, а не сыном выше упомянутого князя № 18 Ивана Васильевича Гундорова,